# Estilo retro

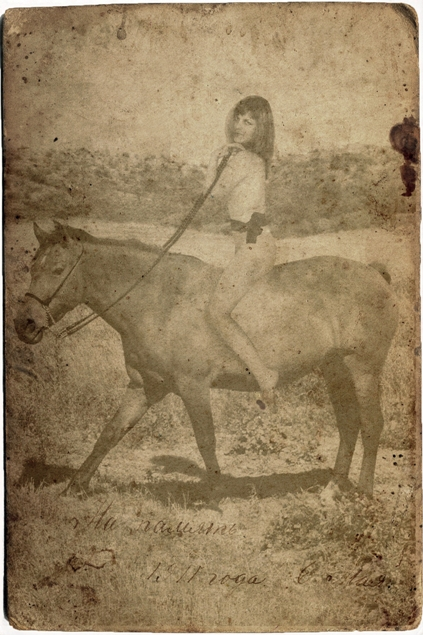
«Retro» (obra moderna de Viktor Pinchuk)

El estilo retro (también conocido como "inspirado por lo vintage") es un estilo que deriva conscientemente o imita tendencias, música, modas o actitudes del pasado.

## Definición
El término retro se ha usado desde la década de 1960 para describir, de una parte, nuevos artefactos que conscientemente refieren a unos particulares modos, motivos, técnicas y materiales del pasado. Pero de otra parte, muchas personas usan el término para categorizar estilos que se han creado en el pasado. El estilo retro refiere a cosas nuevas que muestran características del pasado. A diferencia del historicismo de las generaciones Románticas, es principalmente el pasado reciente donde el retro busca recapitular, centrándose en los productos, modas y estilos artísticos producidos desde la Revolución Industrial, los sucesivos estilos de la Modernidad. La palabra inglesa retro deriva del prefijo latín retro, que significa hacia atrás, o de tiempos pasados.
En Francia, la palabra rétro, un abreviatura de rétrospectif, ganó prestigio con las revaluaciones de Charles de Gaulle y el rol de Francia en la Segunda Guerra Mundial. El modo rétro francés de 1970 revalorizó el cine y las novelas que muestran la conducta de los civiles franceses durante la ocupación Nazi. El término rétro se aplicó pronto a las modas nostálgicas francesas que recordaban el mismo periodo.
Muy poco tiempo después, retro se presentó en inglés por la prensa de la moda y la cultura, donde sugiere un renacimiento bastante cínico de lo antiguo pero de modas relativamente recientes. En Simulacra and Simulation, el teórico francés Jean Baudrillard describe retro como una desmitologización del pasado, distanciando el presente de las grandes ideas que dirigían la edad moderna.
De forma más común, retro se usa para describir objetos y actitudes del pasado reciente que ya no parecen modernos. Sugiere un desplazamiento fundamental en la forma en que nos relacionamos con el pasado. Diferente de otras formas de renacimiento más tradicionales (revival), "retro" sugiere un mitad irónico, mitad anhelo y consideración del pasado reciente; se le ha llamado una "nostalgia no sentimental", recordando a formas modernas que ya no son actuales. El concepto de nostalgia se une al de retro, pero el agridulce deseo de cosas, personas y situaciones del pasado tiene una postura irónica en el estilo retro. Retro muestra nostalgia con una dosis de cinismo y desapego. El deseo de capturar algo del pasado y evocar nostalgia se alimenta con la insatisfacción con el presente.
Retro se puede aplicar a muchas cosas y artefactos. Por ejemplo, formas de tecnología obsoleta (como máquinas de escribir, cajas registradoras y enormes teléfonos celulares) y también la resurrección de antiguos juegos de ordenador y el equipamiento en que se juegan.

## Tipos específicos de retro
Desde la década de 1980 las implicaciones de la palabra ‘retro’ se han expandido en la aplicación a diferentes medios. Muchos medios han adoptado el término retro desde el mundo del diseño. Así, además de diseñar artefactos y objetos, tenemos el diseño gráfico, la moda y el diseño de interiores, donde ‘retro’ se puede usar para: música, cine, arte, videojuegos, arquitectura, televisión y comida. Algunas veces, puede también sugerir una completa forma de vida (describiendo especialmente formas de conservadurismo social como enseñar en casa o el abrazo de los roles de género tradicionales).

### Objetos
Hasta la década de 1960, los interiores se decoraban con antigüedades. Durante los años 60 en Londres, las tiendas empezaron a vender mobiliario de segunda mano. Estas tiendas eran diferentes de las anteriores tiendas de antigüedades porque vendían objetos de la vida cotidiana de un pasado reciente. Estos objetos tenían todo el aspecto de ser basura: signos de esmalte victoriano, osos de peluche, muebles antiguos pintados con remaches,  sombreros de bombín, etc. Emergió una nueva forma de producir y consumir el pasado y un amplio rango de objetos del pasado reciente se utilizó para nuevos diseños.
Antes de que la palabra ‘Retro’ entrara en uso en la década de los 70, la práctica de adoptar viejos estilos para nuevos diseños ya era algo común. A través de los siglos 19 y 20, los diseñadores copiaban del pasado, por ejemplo, el estilo clasicista. La diferencia es que desde la década de los 60 la gente empezó a referirse al pasado reciente.
En la década de los 80, el diseño histórico emergió como una disciplina y se publicó mucho sobre la historia del diseño. El acceso a esa información y la habilidad de experimentar con programas de diseño por ordenador provocó el aumento del diseño de los objetos retro en las últimas décadas.

### Diseño de interior

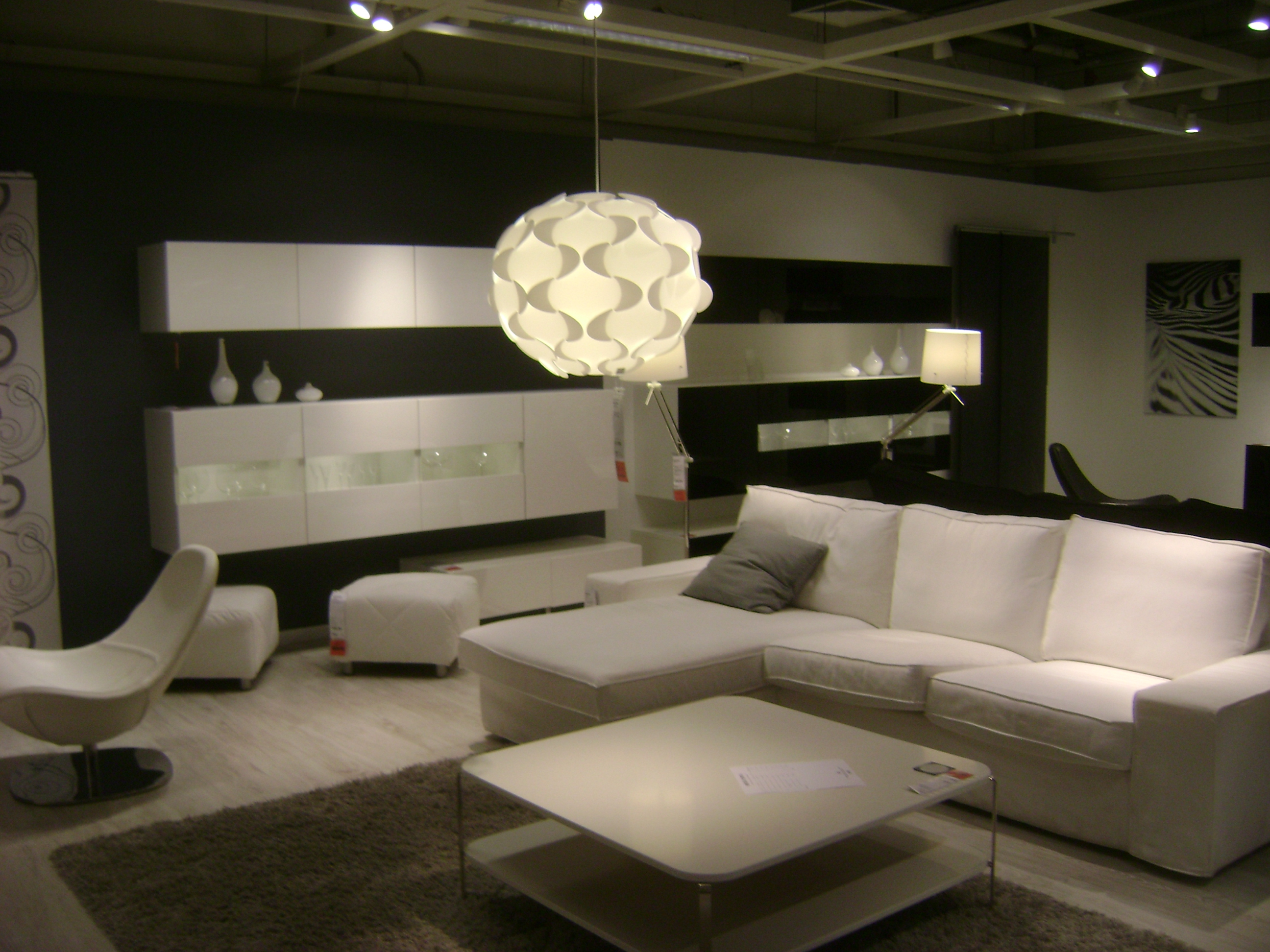
IKEA produjo una retro lámpara, referente a la de la década de 1970.

Las revistas de diseño de interiores mostraban a menudo el estilo retro como una decoración interior de una mezcla de estilos y objetos del pasado, de segunda mano y nuevos. Por ejemplo, papeles pintados de la década de los 70, combinados con muebles de segunda mano de las décadas de los 50 y 60. El valor de lo antiguo se incrementó porque el objeto pasó a ser considerado anticuado pero para todos los días. En este caso, ‘retro’ indica un valor, pero también parcial, porque los fabricantes actuales producen nuevos objetos con el estilo antiguo.

### Diseño gráfico, tipografía, y embalaje
También en diseño gráfico, mucho antes del uso de la palabra ‘retro’, se hacían referencias a características gráficas primigenias. William Morris se puede ver como un ejemplo, como el caso de diseño de libros en las que adoptó una producción y modelos estilísticos medievales, en 1981. Más allá, al comienzo del siglo veinte, los motivos gótico, barroco y rococó se usaron para nuevos productos. La tipografía clásica siempre ha sido una influencia a lo largo del siglo veinte, así como en xilografía. La introducción de la técnica de fotocomposición a la tipografía en la década de los 60 permitió una mayor flexibilidad a los tipógrafos en la selección y ajuste de los estilos y tamaños de los tipos. Por ejemplo, fuentes de letras psicodélicos se desarrollaron inspirados por el Art Nouveau y otras culturas. Estilos historicistas también se usaron en la promoción y empaquetado de productos de comida y del hogar, apelando a los recuerdos de la niñez y los ideales nostálgicos del hogar. 

### Diseño de moda

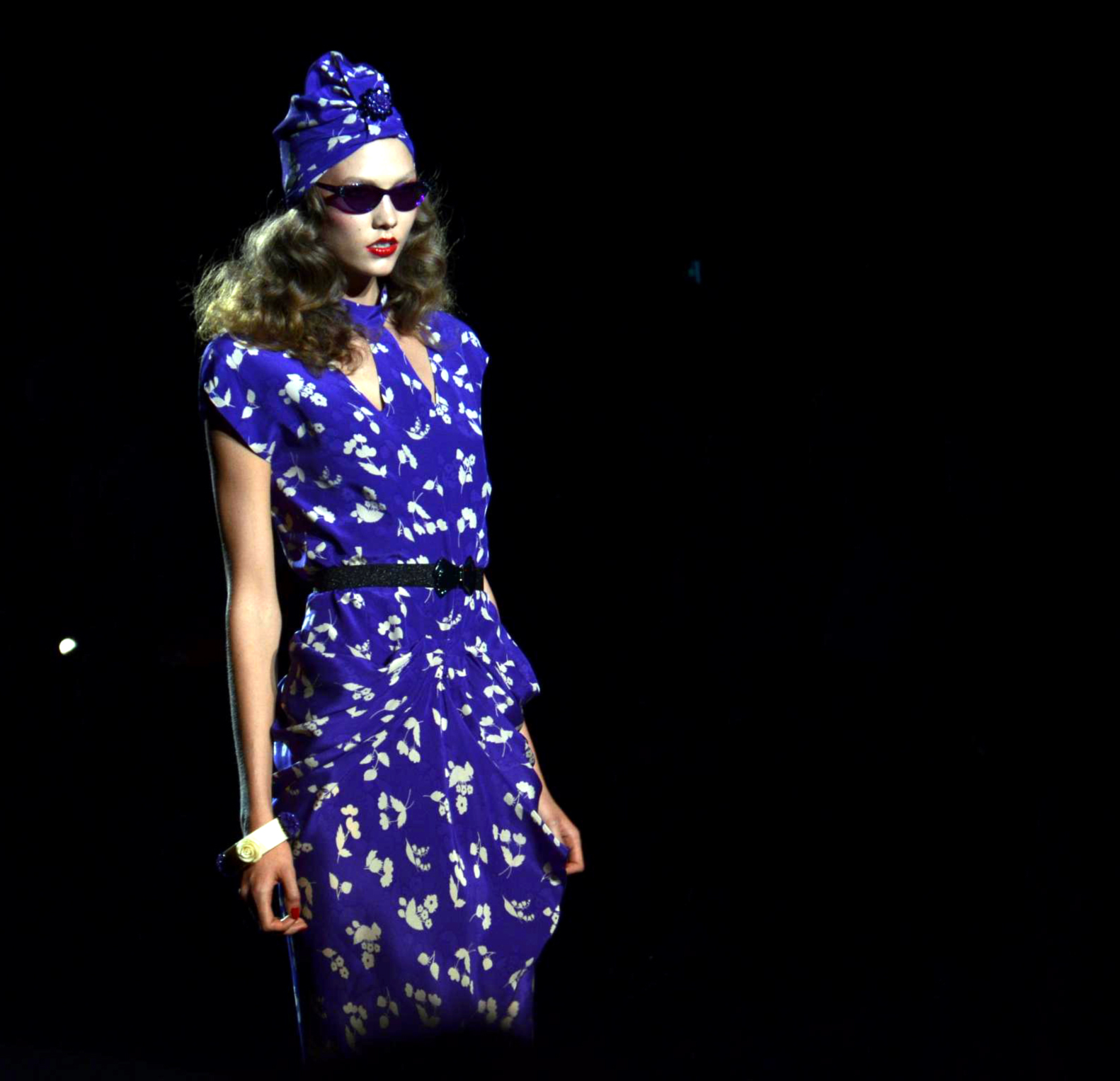
Un vestido estilo retro de la década de 1940 con turbante, diseñado en un moderno azul eléctrico, creado por Karlie Kloss en un espectáculo de 2011 de Anna Sui.

Los términos "moda retro" y "moda vintage" se usan algunas veces de forma intercambiable y por lo tanto pueden provocar confusión en cuanto a lo que realmente significan. El término "moda retro" (también conocido como "inspiración vintage") refiere a ropa, zapatos y accesorios que se diseñaron para recordar a ropa, zapatos y accesorios con al menos 13 años de antigüedad. "Moda vintage" (o "ropa vintage") refiere a la original (antigua) ropa en que se basan los nuevos diseños. En términos sencillos: nueva vestimenta que parece antigua se le llama "retro", y vestimenta que parece antigua porque es antigua se le llama "vintage".
Un ejemplo de moda retro es la de deportes de las décadas de los 70 y 80; chaquetas de fútbol, jerséis, y camisetas con logotipos de equipos de fútbol son muy populares; sus diseños recuerdan comúnmente los viejos días usando líneas en los laterales y combinaciones de colores característicos de esos tiempos. Un caso específico es copa mundial de la FIFA 1970 en México. Su logotipo y fuente de letras se usaron en una variedad de ropa deportiva. Marcas como Adidas, Puma y Nike tienen sus propias divisiones especializadas en productos retro. Algunos clubes de fútbol, baloncesto y béisbol también reeditan sus primeras ropas deportivas para incrementar sus ventas. 
Al principio de 2010, apareció un renacer de los colores pastel y neón, asociados estereotípicamente con la moda de los años 80 y 90 (siendo el pastel de los años 80 un renacer en sí mismo de la tendencia de los años 50). También al principio de 2010, el pantalón vaquero de cintura alta para mamás volvió de la mano de las hipster femeninas.  Hoy en día, la moda de los 90 ha regresado, con muchas de las telas y patrones ubicuas de la década (como el terciopelo cruzado y floral) ahora son populares en la década de 2010. Dr. Martens, una marca popular en los 90 también tiene un fuerte regreso al principio de la década de 2010. 2011–12 fue la mejor temporada de ventas de toda la historia de la compañía británica.
Cuando un estilo antiguo de zapato deportivo se vuelve a fabricar por una compañía de zapatos, años o décadas más tarde, se refiere a él como "reedición". 

### Arte retro

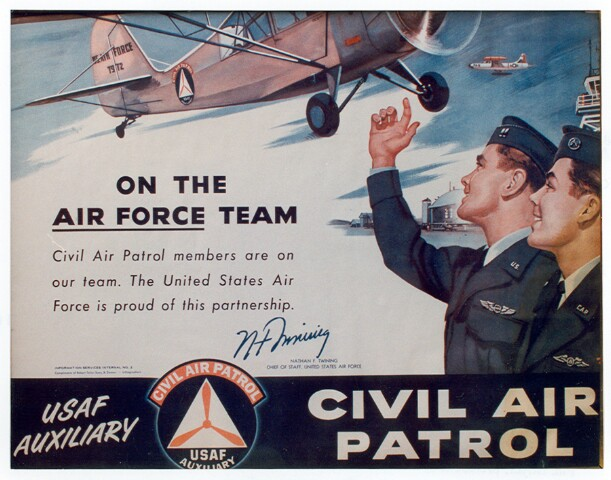
Un cartel de la década de 1950 en estilo de arte pop, el estilo en que se basa el arte retro.

El estilo llamado ahora como "arte retro" es un género de arte pop que se desarrolló en los años 40 y 50, como respuesta a la necesidad por unos mayores y atractivos gráficos que fueran fácilmente reproducibles en prensas sencillas disponibles en el momento en los principales centros. El arte retro en la publicidad experimentó un resurgir en la popularidad ya que su estilo es distintivo de los estilos modernos generados por ordenador. La artista contemporánea Anne Taintor usa arte publicitario retro como pieza central por su discurso sobre la mujer moderna. Características específicas del estilo incluyen diseño de máquinas analógicas, programas de televisión vintage, etc.
Quizás el ejemplo más famoso de protagonista del arte pop retro es la forma generalizada del icono J. R. "Bob" Dobbs de Ward Cleaver, que fue ampliamente usado, copiado y parodiado. 

### Medios de comunicación y cultura

#### Cine, música, moda y televisión
Los 70 trajeron el renacer de principios de los 50 y 60 con American Graffiti, Grease, y Happy Days. Este último en los 80 con el renacer del rockabilly. El look con fijador de los 50 influyó en la subcultura punk.
En los 80 y primera mitad  de los 90 se presenció un renacer de los años 60 con Hairspray, Grease 2, Mermaids, Matinee, That Thing You Do!, Shag, un renacer de las series de animación como The Jetsons con nuevos episodios y una película, el poder pop de la década influida por el pop rock de los 60, el renacer del rock de garaje (con bandas como The Cynics), y éxitos de los 60 por parte de diversos artistas. Ejemplos son "You Keep Me Hangin' On" de Kim Wilde, "Where Did Our Love Go?" y "Tainted Love" de Soft Cell, "Spirit in the Sky" de Doctor and the Medics, "Harlem Shuffle" de The Rolling Stones, "Dancing in the Street" de David Bowie y Mick Jagger, "The Shoop Shoop Song (It's in His Kiss)" de Cher, y "The Lion Sleeps Tonight" de Tight Fit.
La década de 1990 trajo un resurgimiento de los años 70. Las películas Dazed y Confundidos, Ciudad de Rock de la Detroit, Casino, La Edad Apedreada, La Película de Ramo del Brady y su secuela (ambos del cual era remakes del popular temprano '70s la televisión muestra El Brady Ramo), y Boogie Noches (en qué la primera parte de esta película tuvo lugar en el tardío '70s) estuvo liberado, junto con un resurgimiento de  la música de discoteca de los años 70 y reventar dirigido por artistas como los UnosAdolescentes, las Chicas de Especia, y Jamiroquai; Lenny Kravitz es no Es Encima 'Til Encima está" siendo Tierra inspirada en, Viento y Fuego y Philly alma; un resurgimiento de sideburns, fondos de campana, y afro (llevados por Kravitz); el debut de la serie televisiva Aquello '70s Espectáculo; y @1970s golpes cubrieron por varios artistas. Los ejemplos de tales cubiertas soy Puede Ver Claramente Ahora" por Jimmy Acantilado, "Criatura I Amor Vuestra Manera" por Montaña Grande, "Vuelta el Bate Alrededor" por Gloria Estefan, "Mundo Salvaje" por el señor Grande, "O-o-h Niño" por Dino, "Noche Salvaje" por John Mellencamp y Meshell Ndegeocello, "Oh Chica" por Paul Young, "Fácil" por Fe Ningún Más, "Te Tienes Visto Su" por MC Martillo, "Emoción" por la Abeja Gees, "Matándome Suavemente con Su Canción" por Fugees, "Amor Rollercoaster" por Chiles Calientes Rojos, y "Sólo Toma un Minuto" por Tomar Aquello. Las muestras de canciones de los años 1970s  eran también utilizados en cadera-hop canciones en los años 90 (y 2000), más notablemente en la @1990s cadera-hop G de género-funk y en canciones como "Gangsta  Paraíso" por Coolio.
Los 90 empezó el  resurgimiento de los años 80, el cual creció hasta los años 2000. Películas como Grosse Pointe Espacio, El Cantante de Boda, Boogie Noches (la segunda parte de esta película tuvo lugar en el temprano '80s), y Romy y el reencuentro de Instituto de Michele estuvo liberado en los finales de los 90. Verano americano Caliente Mojado estuvo liberado en los años 2000. Esto craze también traído sobre resurgimientos de Los Transformadores, G.I. Joe, Velocidad Racer, y Voltron. El correo-punk el resurgimiento coincidido con este, cuando el género era originalmente popular (albeit subterráneo) en los 80. también había Aquello '80s Espectáculo y Freaks y Geeks, pero ambos espectáculos eran cortos-vividos (a pesar del últimos  críticos aclamar). Me Encanta el '80s, una parte de una serie de década retrospectives, devenía el más popular de la serie y engendró dos serie de secuela.
Los años 2010 vieron un renacer tanto de los años 80 como los 90. Debutaron las series de televisión The Goldbergs, The Carrie Diaries, GLOW, Stranger Things, Everything Sucks! y Hindsight. Una tendencia de la segunda ola de la música sintetizada de los 80 crece junto con el estilo futurista de los 90 y música disco de artistas como Katy Perry, Justin Timberlake y Bruno Mars. Numerosas series de televisión de los 90 y películas revivieron, junto con películas de los 80 como Footloose, Ghostbusters, Adventures in Babysitting, Dirty Dancing y The Smurfs. Había también un I Amor el '90s serie que estuvo liberado en loas medianos 2000. Los @Titan de Adolescente Van! Episodio "40% 40% 20%" tiene una canción tituló "La Noche Empieza para Brillar", el cual está hecho en el estilo de los 80.Varias canciones influyeron en los años 80 incluyen "Cerradas Arriba y Baile por Andar la Luna, "24K Magia" por Bruno Mars, "Uptown Funk" por Mark Ronson presentando Bruno Mars. También, nuevo jack el cambio volvió en estilo en temprano 2018 con "Finesse" por Bruno Mars que presenta Cardi B.
Los años 2010 también vieron un renacer de mediados de los 90 y 2000, mezclándose con los renaceres de los 90. Secuelas de películas de los años 2000, como Anchorman 2, Finding Dory y Monsters University se estrenaron diez años después de las películas originales. A principios de los años 2000, las series de televisión como Arrested Development, Invader Zim, Hey Arnold, That's So Raven, Ben 10, Prison Break y Samurai Jack han sido o son revividas. Algunos creen que el caso de "ciclo nostálgico" se está volviendo cada vez más corto, ya que la generación que crece con este contenido en su niñez está ahora en los veintitantos.

#### Retrojuego
El retrojuego ("Retrogaming") es un pasatiempo que se ha convertido rápidamente en popular donde los individuos juegan a videojuegos en ordenadores vintage o consolas de videojuegos vintage. Lo que constituye una máquina vintage o retro es, algunas veces, objeto de debate, pero típicamente, la mayor parte de los jugadores retro están interesados en Commodore 64, Amiga 500, Atari 2600, NES, Sega Genesis/Mega Drive, PlayStation, Nintendo 64, Dreamcast, SNES, Game Boy clásica y otros juegos y  otras consolas . La emulación a menudo juega una parte en el retrojuego si el hardware original ya no está disponible.
A día de hoy;varias compañías  indies crearon juegos de estilos retro : algunos recuerdan gráficamente a juegos de 8 bits y 16 bits como Fez y Undertale y otras de forma estética como Tormented Souls que usa la cámara tanque que se popularizó en los primeros juegos de Resident Evil

#### Retro erótica (fotografía)
La retro erótica es, normalmente, fotografía en el estilo de las pin-up o pornografía datada normalmente de los años 70 o anteriores. Abarca desde la fotografía hardcore al estilo pinup no desnudo, a menudo llevando lencería como fajas, corsés y ligueros y medias con peinados, maquillaje, y accesorios de la moda de estos periodos. Algunos aficionados distinguen retro (fotografía moderna con un estilo antiguo) del vintage (fotos y películas reales de ese periodo) mientras que otros combinan los dos tanto como retro o vintage. Existen un gran número de sitios web dedicados a ambos tipos.

### Aviación

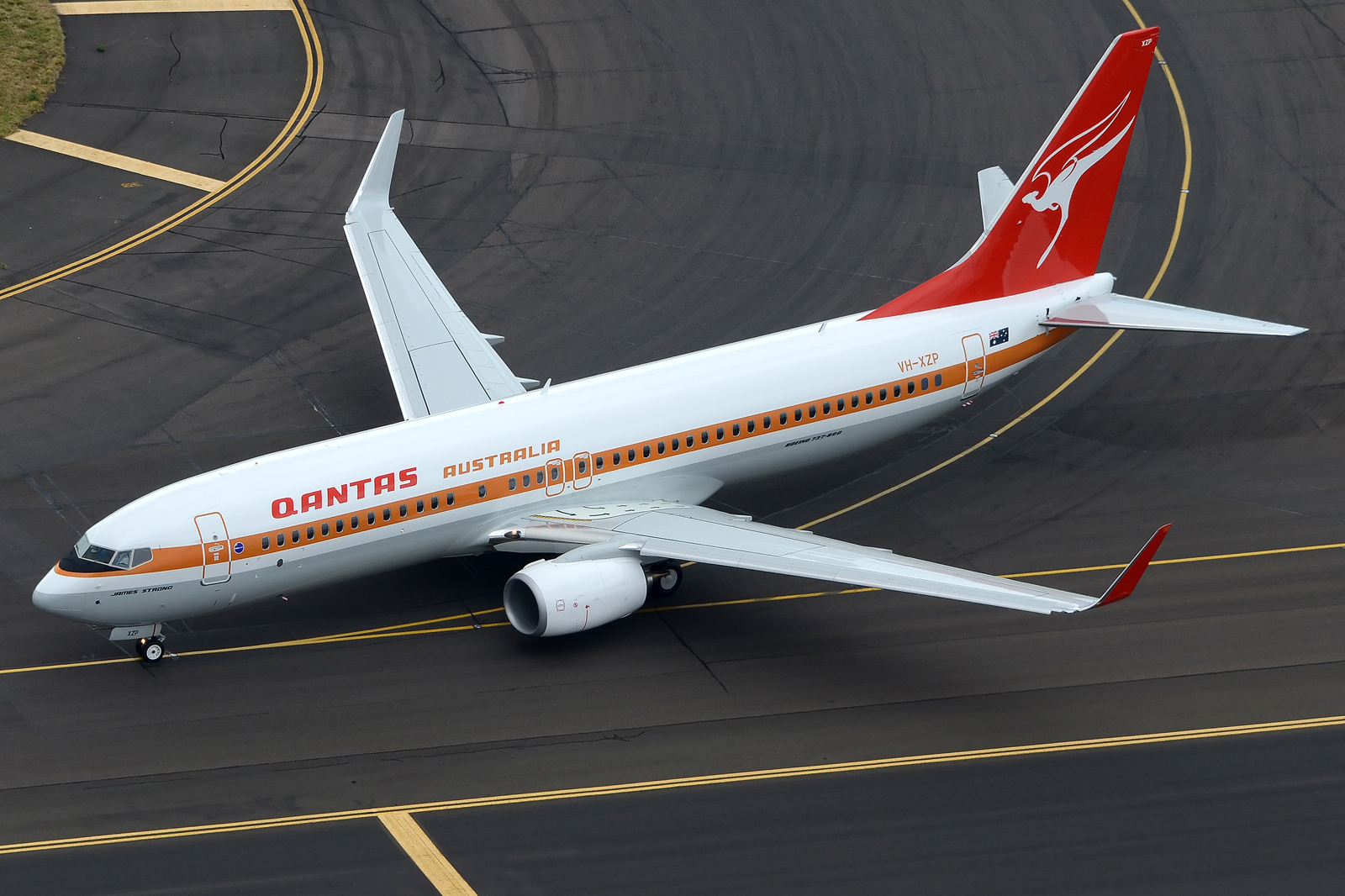
Un Qantas Boeing 737-800 (VH-XZP) retrojet visto en el Aeropuerto de Sídney

Un puñado de líneas aéreas eligen pintar con un estilo antiguo un avión seleccionado de su moderna flota, normalmente como elemento de mercadotécnica o como aniversario conmemorativo.